# Мидвеј (Њу Мексико)
Мидвеј (енгл. Midway) насељено је место без административног статуса у америчкој савезној држави Њу Мексико.

## Демографија
По попису из 2010. године број становника је 971.
| Група             | 2000.    | 2010.       |
| Белци             | 0 (0,0%) | 291 (30,0%) |
| Афроамериканци    | 0 (0,0%) | 12 (1,2%)   |
| Азијати           | 0 (0,0%) | 6 (0,6%)    |
| Хиспаноамериканци | 0 (0,0%) | 653 (67,3%) |
| Укупно            | 0        | 971         |